# A titokzatos kecskebak
A titokzatos kecskebak Kemény Dezső fantasztikus elbeszéléseket tartalmazó kötete, mely a Móra Ferenc Könyvkiadó gondozásában a Delfin könyvek sorozatban jelent meg 1970-ben.

## Elbeszélések
|  | Alább a cselekmény részletei következnek! |

- A titokzatos kecskebak

Szakács főhadnagy egy furcsa baleset ügyében nyomoz Budapesten. Egy bérházban Gatz Lujzát, a fiatal korában európai hírű zongoraművésznőt baleset érte az otthonában: állítólag a semmiből, egy kékesbordó ködgomolyból előtűnő torz - csonkolt hátsó lábú - kecskebak lökte fel úgy, hogy az öreg hölgy súlyos fejsérülést szenvedett. A lakótársak, az anyagbeszerző társbérlő és Lujzika zárkózott tudós testvére, Gatz Vilmos is Szakács látókörébe kerül, de a homályos ügy szálai egyre jobban összekuszálódnak. Ráadásul kiderül, hogy Gatz Lujza értékes ékszereket örökölt az édesanyjától, és egy idő után a kecske teteme is előkerül. Démonok tréfája volt az állat feltűnése egy emeletes ház kellős közepén, vagy talán kísértetjárás történt; felvetődik megoldásként több földönkívüli tevékenység is, míg a végére csak egy lehetséges megoldás marad: a hyloforézis (transzportálás).
- Pergő orsók

Egy 51 éves férfi, Szabó Péter gázmérgezés miatt halt meg: öngyilkosság vagy gyilkosság történt? A 28 éves feleség és a 45 éves testvér, Kálmán is gyanús, de alibijük megdönthetetlennek tűnik. Szakács Imre főhadnagy a Pannónia Textilben kezdi a nyomozást, ahol beható ismeretekre tesz szert szövőgépekkel, orsózókkal, meósok által használt szondaszerű mérőfejekkel kapcsolatban. Egy merész, fantasztikus elképzelés és megvalósítása előbbre vitte a nyomozást. 
- Egy csomag kártya

Szakács Imre Olaszországban nyaralt, amikor összeismerkedett egy távolba szakadt honfitársával, Sandro Molinaróval, azaz Molnár Sándorral. Az emigráns 1926-ban vándorolt ki Magyarországról, új hazájában artistaként kereste a kenyerét. Jelenleg, mivel négy nyelven is kitűnően beszél, a bűvész idegenvezetőként dolgozott. Az utasok szórakoztatására néha kártyatrükköket is szívesen bemutatott. Szakács a nyaralótársaival továbbutazott, de az egyik autóbusz a hegyek között az utasaival és az idegenvezetővel, Sandróval együtt szőrén-szálán eltűnt. A kis csapat emberrablók fogságába került, akik váltságdíjat követeltek értük. Miközben Szakács az elejtett (és elrejtett) kártyalapokat követve társai felkutatására indult, a foglyok furcsa, titokzatos börtönükben szökésen törték a fejüket.
- Balla professzor balesete

Balla István professzor súlyos balesetet szenvedett egy tanulmányút közben a göteborgi autópályán. Tehetséges asszisztense, Krammer Egon vezette az autót, de a fiatalember nem élte túl a balesetet, a volán betörte a mellkasát. Közel egy fél évvel később a professzor egyre furcsább viselkedése -  mintha kicserélték volna - magára vonta Szakács főhadnagy figyelmét. Sokan a koponyaalapi törés következtében fellépő amnéziás sokkal magyarázták Balla megváltozását. Ám amikor már a professzor lányának, Zsófinak is szemet szúrt, hogy itt valami nincs rendjén, felgyorsultak az események. A főhadnagy nyomozása során eljutott a Magyar Tudományos Akadémia osztályülésére, sőt később Göteborgba is, hogy személyesen beszélhessen a Ballát megoperáló európai hírű sebésszel, Svenson professzorral.
- Mennyei sugallat

Kellner Ede 65 éves korában öngyilkos lett. Ezt csak a házvezetőnője tudta, aki eltitkolta ezt, mert a férfi öregkorára vallásosan élt, és csak így kaphatott egyházi temetést. Ede bácsi, aki hónapok óta furcsa bibliai idézeteket hallucinált, egy pillanatnyi elmezavar miatt végezhetett magával. A meghalt öregúr unokaöccse, Gonda Péter örökölte a lakást és egy értékes Paál László-festményt. A temetés után egy ügyvéd, doktor Gráf kereste fel Pétert és a menyasszonyát dr. Hertelendy Miklós fogszakorvos megbízásából. Kellner Ede nyugalmazott postaműszaki tanácsos közjegyzőnél letétben levő végrendeletének hiteles másolatát hozta magával, amiben az szerepelt, hogy az értékes olajfestményt a bácsi a fogorvosra hagyta. Péter és Sári másodállásban a rendőrklubban fellépő zenekar tagjai voltak. Itt mesélték el régi jó ismerősüknek, Szakács főhadnagynak, hogyan jártak az örökséggel. A rendőrtisztben gyanú ébredt, ezért nyomozásba kezdett, még egy fogászati kezelés gyötrelmeit is kiállta, csak hogy segíthessen a fiataloknak.
- Mindenki tett? Nincs tovább

Egy gazdag svéd nő, a magyar származású Miss Edith Johansen az előző évben a Balaton partján lévő nívós kaszinóban rulettezett, és napok múltán ötvenezer korona nyereménnyel utazott haza. A következő évben újra megjelent, és Szakács kapta azt a feladatot, hogy kiderítse, mi a titka a szépségnek. Híre járt már nemzetközi nyomozó körökben is a hölgy hihetetlen szerencsesorozatának. Több európai kaszinóból ezért ki is tiltották Johansen kisasszonyt, annyit nyert tőlük. A főhadnagy inkognitóban, álruhában, ötezer dollárig jó utazócsekk-könyvvel és egy üveg barackpálinkával ült fel a Balaton-expressz nevű légpárnás sínautóbuszra, mely a Déli pályaudvarról indult, hogy utána járjon a fantasztikus nő titkának.
- A láthatatlan fegyver

A Zeneakadémián, Dino Raggio koncertjén Mr. Arthur Carter amerikai gyáros eszméletét vesztette, és pár órával később szívinfarktusban meghalt. Az esetből Interpol-ügy lett, mert Mr. Carter valószínűleg nem természetes halállal halt meg. Az előző évben kezdődő gyilkossági sorozatban Carter halála volt az egyik láncszem. Korábban hasonló körülmények között hunyt el többek között dr. Radzs Bahadur, a nemzetközi jog egyik legnevesebb tudósa, Manuéla egy emigráns spanyol újságírónő, Isaac D. Washington, egy amerikai polgárjogi harcos. Miért pont Dino Raggio, a béketenorista koncertjein történtek ezek a titokzatos események? A nem mindennapi eset nyomába szegődött Szakács Imre, és megdöbbentő, kivételes összeesküvésnek jutott a nyomára.
|  | Itt a vége a cselekmény részletezésének! |